# Vaccin antirujeolic
Vaccinul antirujeolic este un vaccin foarte eficace pentru prevenirea  rujeolei/pojarului. După numai o doză, 85% dintre copiii de 9 luni și 95% dintre copiii de peste 12 luni sunt imuni. De obicei epidemiile de rujeolă/pojar nu mai au loc în populațiile în care rata de vaccinare este de peste 93%; totuși, pot apărea din nou în cazul în care rata de vaccinare scade. Eficacitatea vaccinului durează mulți ani. Nu este clar încă dacă devine mai puțin eficace în timp. Vaccinul poate, de asemenea, să prevină boala în cazul în care este administrat în timp de două zile de la expunere.
Vaccinul de obicei este sigur, chiar și pentru cei cu infecții HIV. Efectele secundare sunt de obicei ușoare și de scurtă durată. Acestea pot include durere la locul injecției sau o ușoară febră. Anafilaxias a fost găsită în aproximativ unul din o sută de mii de persoane. Ratele sindromului Guillian-Barre, autismului și bolii inflamatorii a intestinelor nu par a fi mărite.

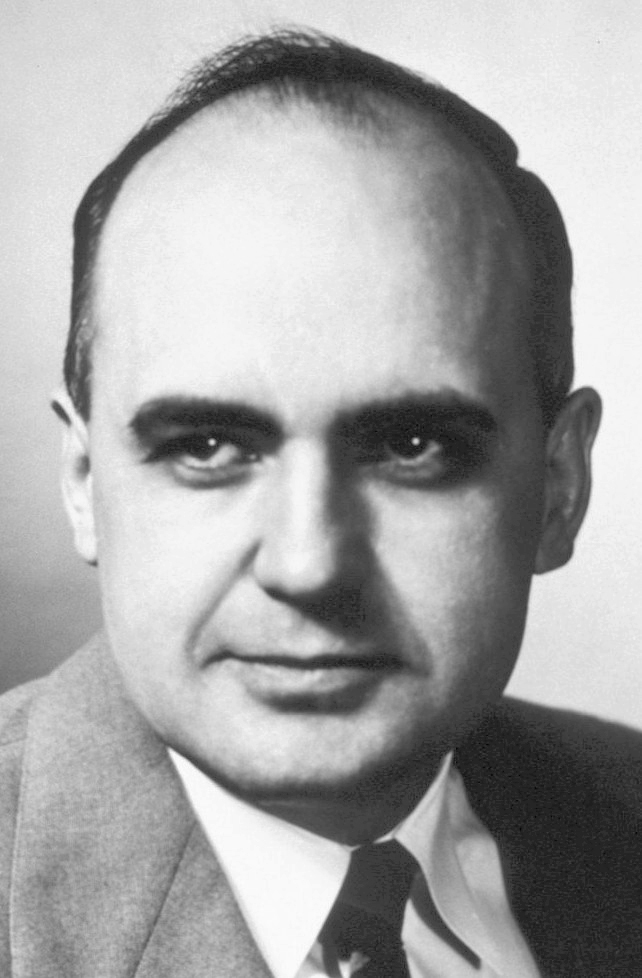
Se estimează că vaccinul antirujeolic îmbunătățit de Maurice Hilleman (poză) la compania farmaceutică Merck & Co. în 1968 previne un milion de decese pe an.

Vaccinul este diponibil atât individual cât și în combinație cu alte vaccine inclusiv vaccinul antirubeolic, vaccinul anti-oreion, și vaccinul antivaricelă  (vaccinul MMR și vaccinul MMRV). Vaccinul funcționează la fel de bine în toate formulările. Organizația Mondială a Sănătății recomandă să se administreze la vârsta de nouă luni în zonele lumii unde boala se găsește des. Se consideră rezonabilă administrarea la vârsta de douăsprezece în zonele unde boala nu este găsită des. Este un vaccin viu. Se găsește sub formă de pudră uscată care trebuie amestecat înainte de a se administra fie sub piele sau în mușchi. Testul de sânge poate determina dacă vaccinul a fost eficient.
La nivel mondial, aproximativ 85% dintre copii au priit vaccinul conform rapoartelor din 2013. Conform rapoartelor din 2008, cel puțin 192 de țări au oferit două doze. Vaccinul a fost introdus prima dată în 1963. Vaccinul combinat MMR care conținea vaccinul anti-rujeolic, anti-oreion și anti-rubeolic a fost disponibil prima dată în 1971. Vaccinul anti-varicelă a fost adăugat mai târziu în 2005 formând vaccinul MMRV. Vaccinul se află pe Lista de medicamente esențiale ale Organizației Mondiale a Sănătății, lista celor mai importante medicamente pentru un sistem de sănătate. Vaccinul nu este foarte scump.

## Istoric
În 1954, John Franklin Enders, un cercetător de la Universitatea Harvard, l-a trimis pe 
Thomas C. Peebles să obțină și să izoleze virusul care provoacă boala. Peebles a izolat virusul de la un băiat de 13 ani din Statele Unite, numit David Edmonston. Virusul a fost propagat pe cultura de țesut de embrioni de pui și din acesta cercetătorii au preparat vaccinul anitirujeolic cu virus atenuat în 1960. În timp ce se afla la Merck, Maurice Hilleman a îmbunătățit vaccinul  
și acesta a devenit disponibil pe scară largă în 1968.